# Андрија Божанић
Андрија Божанић (Комижа, 15. мај 1906 — Сплит, 29. август 1989) био је учесник Народноослободилачког рата, вицеадмирал ЈНА, друштвено-политички радник Социјалистичке Републике Хрватске и народни херој Југославије.

## Биографија
Рођен је 1906. године у месту Комижа. Његова породица је била веома сиромашна тако да је још од својих младих дана био принуђен да ради као рибар да би је издржавао. Он је на свом послу био у контакту са многим напредним људима са којима је почео да дели своје ставове. Уз њихову помоћ 1929. године се прикључио КПЈ.
Убрзо је почео да извршава различите партијске задатке. Касније бива ухапшен и осуђен на две и по године затвора, које издржава у Сремској Митровици у преиоду од 1932. до 1935. године. Његов револуционарни дух у затвору није уништен, он по изласку из затвора наставља свој партијски рад. Извршавањем партијских задатака он доприноси ширењу партије и учвршћавању радничких организација, а такође и борби радног народа за слободу. Септембра 1940. године због учествовања у организовању демонстрација у Комижи, он мора да пређе у илегалност да не би био ухапшен.
Од почетка окупације па све до маја 1942. године бива приморан да живи у илегалности у Сплиту. За то време он активно извршава све задатке које добија. Ти задаци су директно повезани са организовањем народног устанка у Далмацији. Напокон је, по одлуци партије, 1942. године могао да изађе из илегалности и да ступи у Динарски партизански одред. У одредима и бригадама НОВ он је обављао различите партиско-политичке дужности. Заједно са својим одредима он је учествовао у разним тешким борбама на тлу читаве Југославије. Он је за време борбе пркосио непријатељу својим јунаштвом што је остале борце подстицало да се још јаче боре. Постављен је за начелника Персоналног одсека Осмог ударног корпуса НОВЈ 1944. године, а маја 1945. прелази у Генералштаб ЈА.
После рата он и даље учествује у различитим веома битним политичко-партиским дужностима. Он бива унапређен у чин контраадмирала 22.12.1956. године, а 22.12.1961. постаје вицеадмирал. Исте године одлази у пензију.
Сахрањен је на гробљу Ловринац у Сплиту.
Одредом народног хероја је одликован 27. новембра 1953. године.